# Pseudestea crassiconus
Pseudestea crassiconus är en snäckart som först beskrevs av Powell 1933.  Pseudestea crassiconus ingår i släktet Pseudestea och familjen Anabathridae. Inga underarter finns listade i Catalogue of Life.